# تنره
بیابان تِنِره بیابانی در ناحیه جنوب صحرای بزرگ آفریقا است. این بیابان دارای تپه‌های شنی بسیار بزرگ است و از شمال نیجر تا غرب چاد کشیده شده‌است و مساحتی به حدود ۴۰۰٬۰۰۰ کیلومتر مربع را دارا می‌باشد.